# Gryfów Śląski
Gryfów Śląski (německy Greiffenberg) je město v okrese Lwówek Śląski, v Dolnoslezském vojvodství v jihozápadním Polsku. Je sídlem stejnojmenného administrativního obvodu (gminy). Před rokem 1945 náleželo Německu. V roce 2008 mělo město 6989 obyvatel 

## Poloha
Město se nachází v podhůří Jizerských hor mezi Zgorzelcem a Jelení Horou na řece Kwise. Leží přibližně 16 kilometrů jihozápadně od Lwówku a 114 kilometrů západně od Wroclawi, hlavního města vojvodství.
Od roku 1945 zde působí fotbalový klub Gryf.

## Dějiny

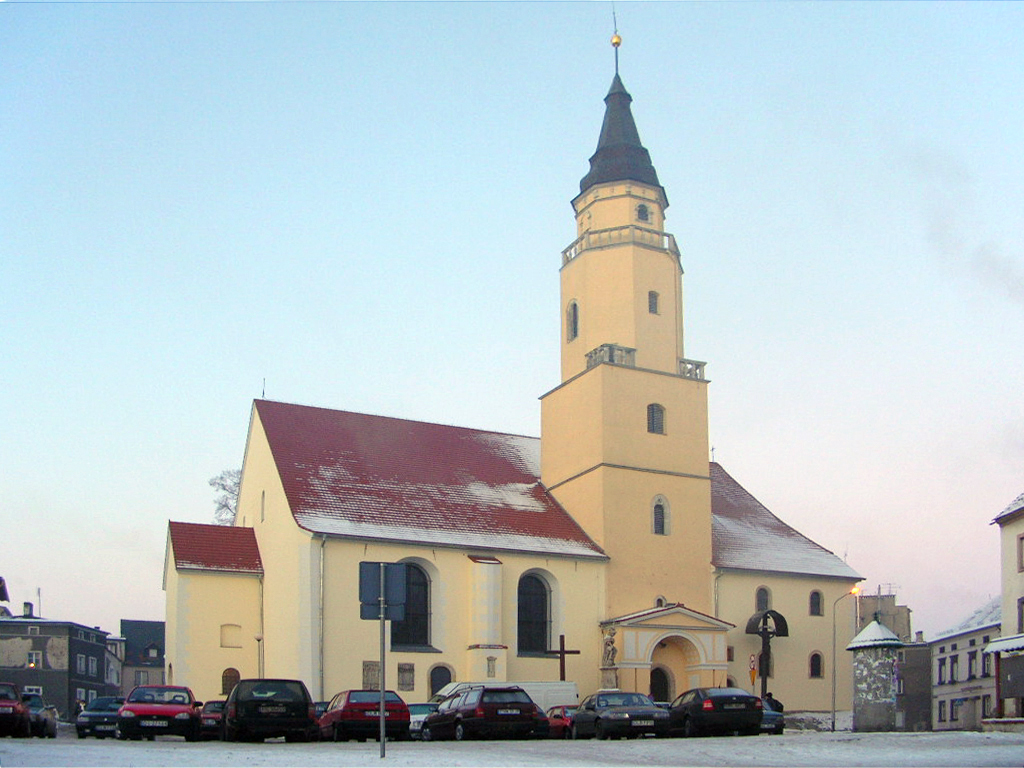
Kostel v Gryfowě Śląském

Gryfów Śląski získal městská práva v roce 1242 během vlády vévody Boleslava II. Holého ze Slezska.
Velký rozkvět město zažilo v 16. století, kdy profitovalo zejména z obchodu s plátnem a tkaninami. Po slezských válkách však přišel úpadek, jejž dokonal požár roku 1783; z Gryfowa se stalo nepříliš významné městečko, jímž je dodnes. V letech 1945–1947, po vyhnání Němců a během osidlování Poláky, nesl přechodně jméno Gryfogóra.

## Doprava
V Gryfowě se nachází nádraží tzv. Slezské horské dráhy, po níž dnes jezdí především osobní vlaky Jelení Hora - Węgliniec - Zelená Hora. Místní trať, která Gryfów do 2. světové války spojovala s českými Jindřichovicemi pod Smrkem, byla zrušena, stejně jako o několik desítek let později tzv. Jizerská dráha do horského střediska Świeradów-Zdrój.

## Partnerská města
- Raspenava, Česko
- Gryfice, Polsko
- Bischofswerda, Sasko, Německo